# Pocketwatch
Pocketwatch es un demo del músico estadounidense Dave Grohl bajo el pseudónimo "Late!". Nunca salió publicado oficialmente, fuera de las copias que distribuyó él mismo entre sus amigos. Este trabajo es considerado una gran rareza del grunge por su difícil adquisición.
Fue un pequeño proyecto que sacó Dave Grohl, exbaterista de Nirvana, previo a la formación de Foo Fighters. En este proyecto Dave se encargó de grabar las voces, guitarras, bajo y baterías en todos los temas.Al igual como lo hizo con el primer álbum de su banda Foo Fighters.
Varios de estos temas terminarían en varios discos de Foo Fighters, hasta en los lados B del primer Álbum y algún que otro tema también  en un lado B de Nirvana,sin embargo este casete (que se podía ordenar por correo) pasaría básicamente desapercibido a lo largo de los años llegando a convertirse en uno de esos Santos Griales del rock n' roll de los 90.
El nombre del proyecto tiene una historia graciosa, Dave Grohl no quería que la gente viera su nombre en el casete sino que pensaran que era una banda, razón por la cual buscó un seudónimo que sonara como que era una banda, una vez decidido esto pensó: "seria graciosisimo que cuando me presentara en los conciertos pudiera decir: 'Sorry, we're Late!' (Lo siento, llegamos tarde!)" (Realizando una forma de chiste en relación con el nombre de la banda que sería 'late!') Así surgió el Nombre.
Por Alguna razón Grohl nunca tuvo intenciones de sacar el Álbum a la venta y simplemente término siendo un trabajo que decidió dejar de lado,y que solo sus amigos y algunas personas lograron saber de él, Era un álbum con muchísimo potencial, Que hasta muchos de los más profundos fanes de Foo Fighters que saben sobre este trabajo consideran a este álbum 'Pocketwatch' como el verdadero primer disco de los Foo Fighters.

## Detalles
Dave aquí ejecuta la batería, guitarras y voces durante la grabación. La producción musical es de Goeff Turner.
La edición de este demo se hizo en apenas un ciento de casetes, que Grohl repartió únicamente entre sus amistades y sin pretensión alguna de editarlo comercialmente. 
De aquí se desprenden los temas:
- 01 Color Pictures Of A Marigold que luego fue incluido en una reedición junto a Nirvana en el lado B del Heart-Shaped Box single. Posteriormente sería editada como canción número 13 del CD 3 del With The Lights Out, editado el 23/11/04. También ha sido regrabada para el disco Skin And Bones, de Foo Fighters, la banda de Dave Grohl, que fue editado el 7/11/06.
- 02 Friend Of A Friend fue regrabada para una sesión de la BBC el 30/4/97. En el 2005, fue de nuevo regrabada para el disco In Your Honor, de Foo Fighters, siendo la canción número 5 del segundo CD del álbum. Posteriormente fue regrabada para el disco Skin And Bones, siendo la canción número 13 del álbum.
- 03 Winnebago fue regrabada para el primer sencillo de Foo Fighters, de su disco homónimo, Exhausted, editado el 12/6/95. También apareció en el segundo sencillo, This Is A Call, editado el 19/6/95 y en el maxisencillo de Big Me, el primer maxisencillo del grupo, editado el 25/3/96.

De este Demo Tape se forjaron las primeras maquetas de audio para lo que después sería su actual proyecto musical Foo Fighters.

## Lista de canciones
Todas las canciones escritas e interpretadas por Dave Grohl.
1. Pokey The Little Puppy (4:16)
2. Petrol CB (4:44)
3. Friend Of A Friend (3:07)
4. Throwing Needles (3:21)
5. Just Another Story About Skeeter Thompson (2:09)
6. Color Pictures Of A Marigold (3:14)
7. Hell's Garden (3:18)
8. Winnebago (4:10)
9. Bruce (3:15)
10. Milk (2:28)